# Cetejus paradoxus
Cetejus paradoxus is een keversoort uit de familie Passalidae. De wetenschappelijke naam van de soort is voor het eerst geldig gepubliceerd in 1937 door Hincks.